# Біг-Стоун-Сіті (Південна Дакота)
Біг-Стоун-Сіті (англ. Big Stone City) — місто (англ. city) в США, в окрузі Ґрант штату Південна Дакота. Населення — 412 особи (2020).

## Географія
Біг-Стоун-Сіті розташований за координатами 45°18′12″ пн. ш. 96°28′10″ зх. д. / 45.30333° пн. ш. 96.46944° зх. д. (45.303279, -96.469432).  За даними Бюро перепису населення США в 2010 році місто мало площу 3,10 км², з яких 3,10 км² — суходіл та 0,00 км² — водойми.

## Демографія
Згідно з переписом 2010 року, у місті мешкало 467 осіб у 236 домогосподарствах у складі 134 родин. Густота населення становила 150 осіб/км².  Було 314 помешкання (101/км²).
Расовий склад населення:
| - 97,9 % — білих - 0,4 % — азіатів - 0,2 % — корінних американців - 1,1 % — осіб інших рас |

До двох чи більше рас належало 0,4 %. Частка іспаномовних становила 1,3 % від усіх жителів.
За віковим діапазоном населення розподілялося таким чином: 16,9 % — особи молодші 18 років, 61,5 % — особи у віці 18—64 років, 21,6 % — особи у віці 65 років та старші. Медіана віку мешканця становила 50,5 року. На 100 осіб жіночої статі у місті припадало 102,2 чоловіків;  на 100 жінок у віці від 18 років та старших — 101,0 чоловіків також старших 18 років.
Середній дохід на одне домашнє господарство  становив 59 862 долари США (медіана — 51 979), а середній дохід на одну сім'ю — 66 827 доларів (медіана — 59 750). Медіана доходів становила 48 036 доларів для чоловіків та 32 019 доларів для жінок. За межею бідності перебувало 14,7 % осіб, у тому числі 25,4 % дітей у віці до 18 років та 11,0 % осіб у віці 65 років та старших.
Цивільне працевлаштоване населення становило 278 осіб. Основні галузі зайнятості: виробництво — 22,3 %, роздрібна торгівля — 18,7 %, транспорт — 15,8 %, освіта, охорона здоров'я та соціальна допомога — 15,1 %.